# Hawrani Nos
Hawrani Nos (2086 m n.p.m.) – wypiętrzenie we wschodniej grani masywu Hawrania w słowackich Tatrach Bielskich. Jego nazwę utworzył Władysław Cywiński w 4 tomie przewodnika Tatry. Wznosi się pomiędzy Strzystarską Przełęczą (1969 m) i głównym szczytem Hawrania (2152 m), oddzielony od niego minimalnym wcięciem Hawraniej Przehyby (2084 m). Wszystkie te szczyty i przełęcze znajdują się w grani głównej Tatr Bielskich i zarazem grani głównej Tatr.
Hawrani Nos jest skalisty, zbudowany jak całe Tatry Bielskie ze skał węglanowych. Do Strzystarskiej Przełęczy opada pionowym skalnym uskokiem o wysokości około 30 m, na północną stronę skalną ostrogą do Strzystarskiego Żlebu. Po obydwu bokach tej ostrogi z masywu Hawrania opadają żlebki. Na południową stronę opada z niego stromy skalisty stok, nieco niżej przechodzący w trawiasty upłaz uchodzący do jednej z odnóg Szerokiego Żlebu.

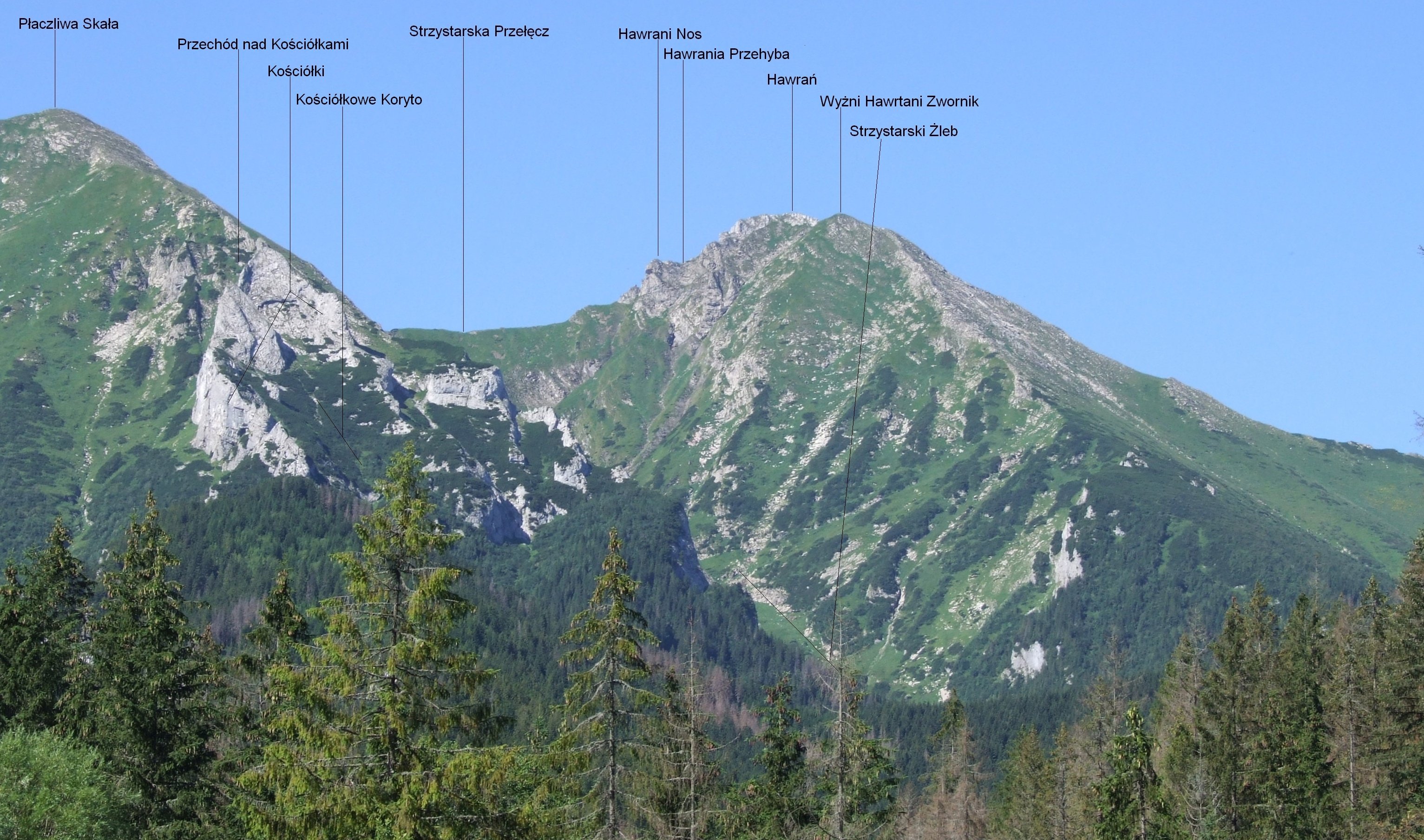
Hawrań z Doliny Mąkowej